# 世界を裸にする
世界を裸にする（せかいをはだかにする、Mondo Nudo）は、1963年製作のイタリア製モンド映画である。原作・脚本はジュゼッペ・マロッタ。

## 概説と内容
広島の原爆シーンから始まり、世界で最初に原爆実験が行われたニューメキシコ州アラマゴルドで行われている原爆を題材にした不謹慎な商法などが紹介される。さらに、世界各地のヌード大会や、若者たちのキス大会、アフリカの珍習など摩訶不思議な儀式、イベント等が紹介される。

## スタッフ
- 原作/脚本：ジュゼッペ・マロッタ
- 監督：フランチェスコ・デ・フェオ
- 脚本：ジャンカルロ・フスコ
- 撮影：アルベール・ベルタン、シーザー・アロン、マーロー・フラワー
- 音楽：テオ・ウズエリ